# 蒙特基亚鲁戈洛
蒙特基亚鲁戈洛（義大利語：Montechiarugolo），是意大利艾米利亚-罗马涅大区帕尔马省的一个市镇。总面积47平方公里，人口10473人，人口密度222.8人/平方公里（2009年）。ISTAT代码为034023。